# Leroy Vinnegar
Leroy Vinnegar, ps. „The Master of the Walking Bass” i „The Walker” (ur. 13 lipca 1928 w Indianapolis, zm. 3 sierpnia 1999 w Portland) – afroamerykański kontrabasista jazzowy.

Leroy Vinnegar: Angażowali mnie, bo jestem miłym, zdyscyplinowanym gościem.

## Życiorys
Był samoukiem muzycznym. Zaczął od pobrzdąkiwania na pianinie, lecz gdy tylko zetknął się z kontrabasem, od razu wybrał go na swój instrument. Szybko opanował grę na nim.
W wieku dwudziestu lat rozpoczął karierę zawodową. W okresie 1952–1953 grał w zespole klubu Beehive w Chicago. W 1954 wyjechał do Los Angeles, żeby dołączyć do zespołu pianisty Arta Tatuma. Wkrótce zyskał renomę i został wziętym kontrabasistą, stale obecnym w studiach nagraniowych. Uczestniczył w realizacji płyt m.in. saksofonistów Stana Getza, Serge’a Chaloffa i Lee Konitza, trębaczy Shorty’ego Rogersa i Cheta Bakera, pianisty i kompozytora André Previna oraz perkusisty Shelly¹ego Manne’a. W czasie kariery nagrał ponad sześćset albumów jako sideman i lider. M.in. wziął udział w powstaniu dwóch jazzowych bestsellerów płytowych – wzorcowego Shelly Manne & His Friends Modern Jazz Performances of Songs from „My Fair Lady” (1956) i manifestu soulowo–jazzowego Swiss Movement (1969) Lesa McCanna i Eddiego Harrisa. Rzadko i niechętnie wykonywał partie solowe. Był jednak mistrzem stylu gry „walking bass”, zyskując dzięki temu przydomki: „The Master of the Walking Bass” i „The Walker”. W 1957 zaczął nagrywać dla wytwórni Contemporary Records jako lider. Później poza pracą studyjną grał w klubach Kalifornii. Jeździł także w trasy koncertowe. Stale współpracował wówczas z pianistą Joem Castro i saksofonistą Teddym Edwardsem. Okazonalnie nagrywał również z gwiazdami rocka – grupą The Doors i Van Morrisonem, oraz formacją jazz-rockową The Jazz Crusaders.
Od 1973 ze względu na dolegliwości serca i płuc często przyjeżdżał do Portland, gdzie panował łagodny klimat. Osiadł tam w 1986. Regularnie musiał się poddawać intensywnej terapii tlenowej. Mimo to w latach 90. pozostał aktywny zawodowo. Prowadził swój zespół, w którym gościnne grywali słynni jazzmani, przyjeżdżający z koncertami do Portland. Z czasem stał się ikoną jazzową miasta i wzorem dla tamtejszych muzyków. W 1992 nagrał jako lider swój ostatni album pt. Walkin’ the Basses.
Zmarł na zawał serca w szpitalu w Portland. Miał 71 lat.

## Wybrana dyskografia

### Jako lider lub współlider
- 1955 West Coast Jazz – Stan Getz–Shelly Manne–Leroy Vinnegar–Conte Candoli–Lou Levy (Norgran)
- 1958 Leroy Walks! (Contemporary Records)
- 1963 Leroy Walks Again!! (Contemporary)
- 1965 Leroy Vinnegar – Jazz’s Great Walker (Vee Jay Records)
- 1973 Glass Of Water (Legend Records)
- 1993 Walkin’ the Basses (Contemporary)
- 1998 Integrity – The Walker Live at Lairmont (Jazz Focus)
- 2004 The Kid (PRB International)

### Jako sideman
Z Chetem Bakerem
- 1957 Quartet: Russ Freeman–Chet Baker (Pacific Jazz)

Z Bennym Carterem
- 1958 Jazz Giant (Contemporary)
- 1959 Swingin’ the ’20s (Contemporary)
- 1960 Sax ala Carter! (United Artists Records)
- 1962 BBB & Co. – Benny Carter–Ben Webster–Barney Bigard (Swingville)

Z Joem Castro
- 1960 Groove Funk Soul (Atlantic)

Z Sergem Chaloffem
- 1956 Blue Serge (Capitol)

Z The Doors
- 1968 Waiting for the Sun (Elektra)

Z Redem Garlandem
- 1977 Keystones! (Xanadu)

Ze Stanem Getzem
- 1955
  - West Coast Jazz (Norgran)
  - Hamp and Getz (Verve)
  - Stan Getz and the Cool Sounds (Verve)
- 1956 The Steamer (Verve)

Z Dexterem Gordonem
- 1955
  - Daddy Plays the Horn (Bethlehem)
  - Dexter Blows Hot and Cool (Dooto)

Z Hamptonem Hawesem
- 1987 The Sermon (Contemporary)
- 1994 Something Special (Contemporary)

Z The Jazz Crusaders
- 1966
  - Live at the Lighthouse ’66 (Pacific Jazz)
  - Talk That Talk (Pacific Jazz)

Z Shellym Mannem
- 1956
  - Swinging Sounds (Contemporary)
  - Shelly Manne & His Friends (Contemporary)
  - Shelly Manne & His Friends Modern Jazz Performances of Songs from My Fair Lady (Contemporary)
- 1957
  - More Swinging Sounds (Contemporary)
  - Concerto for Clarinet & Combo (Contemporary)

Z Lesem McCannem
- 1960
  - Les McCann Ltd. Plays the Truth (Pacific Jazz)
  - Les McCann Ltd. Plays the Shout (Pacific Jazz)
- 1962 On Time (Pacific Jazz)
- 1966 Les McCann Plays the Hits (Limelight Records)
- 1967
  - From the Top of the Barrel (Pacific Jazz)
  - Bucket o’ Grease (Limelight)
- 1969 Much Les (Atlantic)
- 1973 Fish This Week (Blue Note) – 2 LP, kompilacja

Z Howardem McGhee
- 1961 Maggie’s Back in Town!! (Contemporary)
- 1979 Wise in Time – Howard McGhee–Teddy Edwards (Storyville Records)
- 1983 Young at Heart – Howard McGhee & Teddy Edwards (Storyville)

Z Lesem McCannem i Eddiem Harrisem
- 1969 Swiss Movement (Atlantic)

Z Vanem Morrisonem
- 1972 Saint Dominic’s Preview (Warner Bros.)

Z Gerrym Mulliganem i Benem Websterem
- 1960 Gerry Mulligan Meets Ben Webster (Verve)

Z Artem Pepperem
- 1957 The Return of Art Pepper (Jazz: West)

Z Sonnym Rollinsem
- 1959 Sonny Rollins and the Contemporary Leaders (Contemporary)

Z Shortym Rogersem
- 1956 Martians Come Back! (Atlantic, 1955)
- 1957 Way Up There (Atlantic, 1955)

Z Zootem Simsem i Joem Castro
- 2004 Zoot Sims with the Joe Castro Trio – Live at Falcon Lair (Pablo)

Z Jimmym Smithem
- 1972 Bluesmith (Verve)

Zestawienie wg dat wydania płyt